# علی بن عمر کاتبی
نجیب‌الدین علی‌بن عمر قزوینی کاتبی (یا دبیران، در فارسی)، منطق دان و فیلسوف و اخترشناس عربی‌نویس ایرانی در رصدخانهٴ مراغه، که خواجه نصیرالدین طوسی ریاست آن را برعهده داشت، برآمد، وی در سال ۶۰۰هـ. ق متولد و در سال ۶۷۵هـ. ق (۱۲۷۷ میلادی) درگذشت.

## آثار
- تحریری از مجسطی
- الرسالةالشمسیة فی‌القواعد المنطقیة.
- جامع‌الدقائق فی کشف الحقائق: که دربارهٴ منطق، طبیعیات و مابعدالطبیعه است، و حاوی نامه‌ای به خواجه نصیر در باب معنی وجود است.
- عین‌القواعد فی‌المنطق و الحکمة: که مهم‌ترین تألیفش است، بخشی از آن به علوم طبیعی و ریاضیات اختصاص دارد.
- حکمةالعین: تحریرئ که بخش دوم کتاب عین‌القواعد فی‌المنطق و الحکمة است. او در این کتاب به بحث در باب چرخش شبانه‌روزی زمین پرداخته‌است؛ او می‌گوید ممکن است کسی ایراد کند که در صورت چرخش زمین، پرنده‌ای که در جهت آن حرکت پرواز کند قادر به همراهی با آن نیست. او پاسخ می‌دهد که این ایراد باطل است، چون جو هم همراه زمین خواهد گشت و پرنده را با خود خواهد برد؛ با این همه، فرضیهٴ چرخش زمین را رد کرد «چون تمام حرکات زمینی حرکاتی در خط مستقیم است و بنابراین نمی‌توان قبول کرد کرهٴ زمین حرکت دورانی داشته باشد.»

## آراء منطقی
- نگاهی کلی به کتاب الشمسیة نشان می‌دهد که دیدگاه کاتبی به منطق بسیار صوری بوده‌است؛ الشمسیة مقدمه ای دارد در ماهیت و موضوع علم منطق، و نیز سه مقاله و یک خاتمه؛ که وی در بخش خاتمه از مواد قیاسها و اجزاء علوم بحث کرده‌است. اینکه وی مواد قیاس را جزو خاتمه علم منطق قرار داده‌است نشان می‌دهد از نظر او بخش دوم منطق همان استدلالهای صوری با مقدمات آن است و مواد استدلالها جزو این علم به‌شمار نمی‌آید.[۱]
- کاتبی مانند فخر رازی تصدیق را مرکب می‌داند؛ اما در برابر استدلال فخر رازی مبنی بر ملازمت دلالت التزام با دلالت مطابقت موضع گرفته‌است، ولی خود رأیی در برابر قول به عدم ملازمت مطرح نکرده‌است.[۲]
- از نظر کاتبی تعریف به اعم جایز نیست؛ چرا که تعریف دست کم باید معرف را از جمیع ماعدا تمییز بدهد.[۳][۴]
- کاتبی به تبع فخر رازی تقسیم قضیه به اعتبار موضوع به حقیقیه و خارجیه را پذیرفته‌است، بلکه او حتی قضیه ذهنیه را پذیرفته‌است، چرا که موضوع در قضایای حقیقیه را مقید به افراد ممکنه کرده‌است.[۵]
- او مانند فخر رازی وحدت هشت‌گانه در شرایط تناقض را به وحدت موضوع و محمول تقلیل می‌دهد.[۶]
- او مانند خونجی نقیض موجهات جزئیه مرکبه را موجبه کلیه مرددة المحمول قرار داده‌است.[۷]
- کاتبی در عکس نقیض روش متأخران را برگزیده است.[۸]
- و همچنین در انتاج شکل اول و سوم فعلیت صغرا را بر اساس روش متأخران پذیرفته‌است.[۹]